# Pleyel

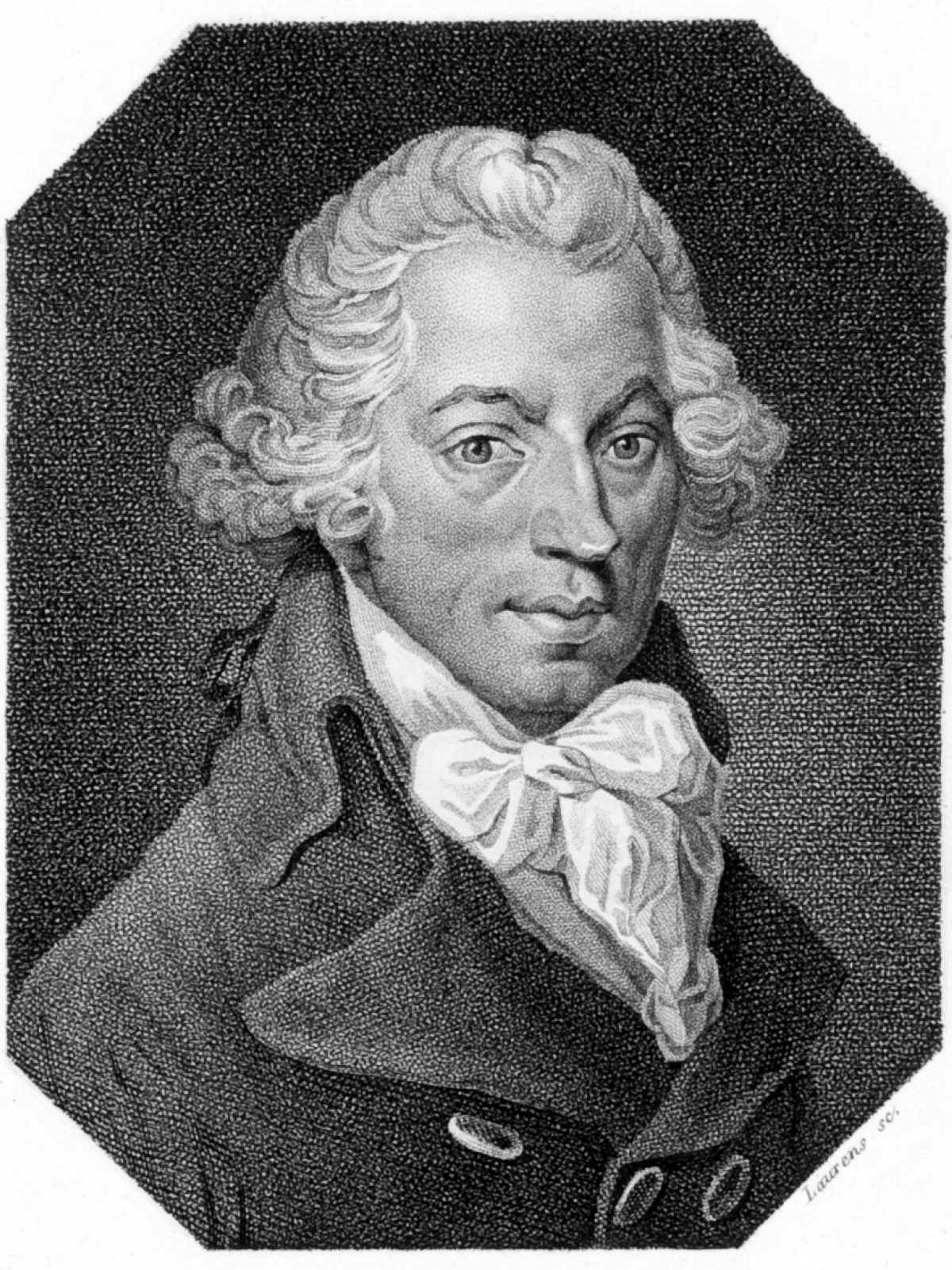
Ignaz Pleyel

Pleyel este o companie producătoare de piane, înființată în 1807 la Paris de pianistul și compozitorul austriac Ignaz Pleyel (1757-1831). După naturalizarea ca francez, acesta și-a schimbat prenumele Ignaz în Ignace.
În 1824 Ignace Pleyel a predat compania fiului său Camille Pleyel (1788–1855), la rândul său compozitor și pianist.
Pianul Pleyel este fabricat dintr-un lemn de molid roșu, care se găsește în munții din Val di Fiemme, din Italia.
Spre sfârșitul vieții sale, și Frédéric Chopin a concertat pe un pian Pleyel. El a și cumpărat un astfel de pian, care i-a fost trimis la Mallorca, unde Chopin și-a petrecut iarna 1838-1839.

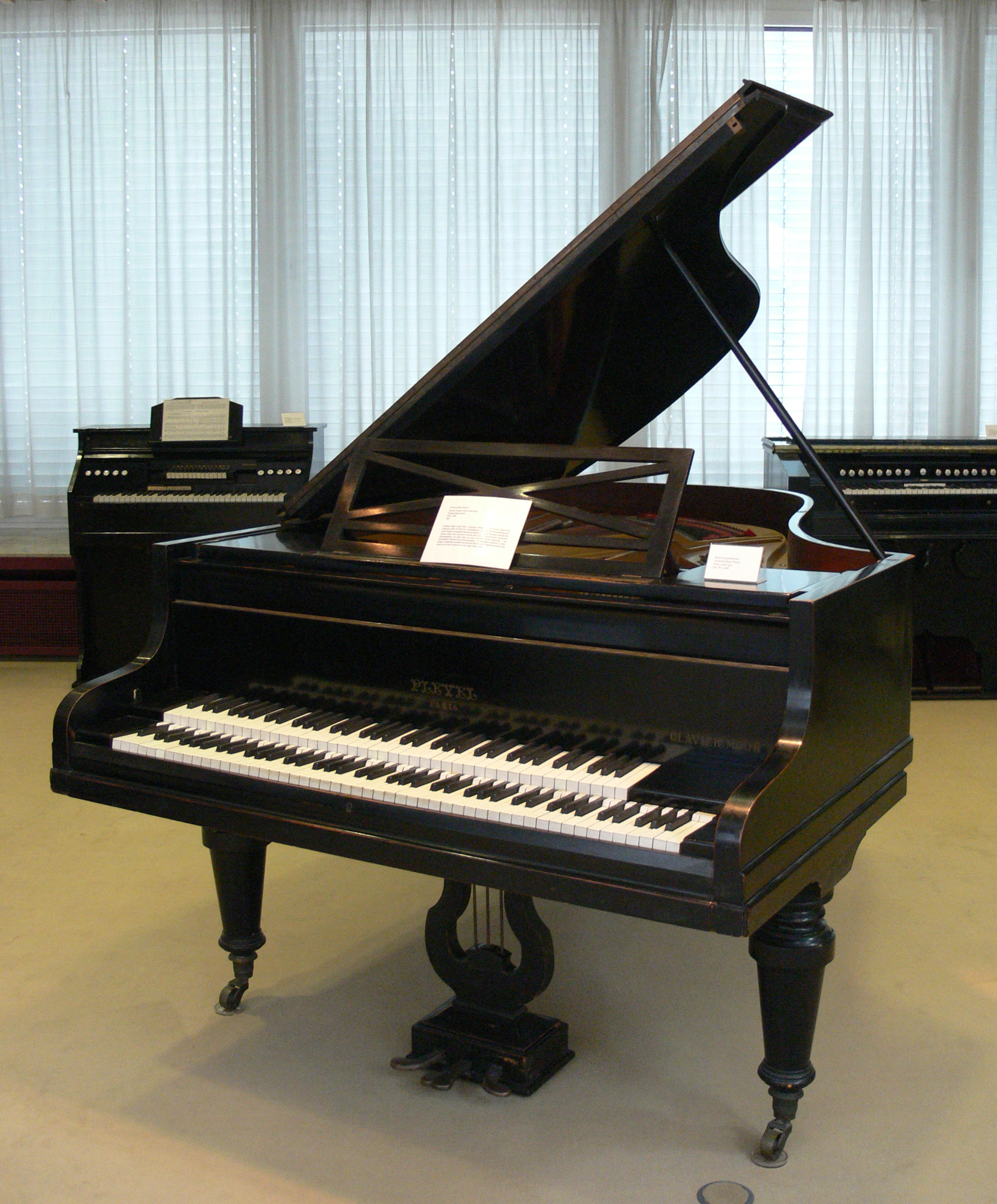
Pian Pleyel cu două claviaturi, tip Moór

Pentru producerea unui pian Pleyel se folosesc până la 1.500 de piese separate, se consumă între 500 și 1.500 de ore de muncă și sunt implicați specialiști în 20 de meserii diferite, tâmplari, lutieri, ebeniști, vopsitori, acordori etc.
La 19 decembrie 2007, ministrul economiei, finanțelor și muncii a declarat manufactura franceză de piane (Manufacture Française de Pianos) „Pianos Pleyel” ca „Întreprindere a Patrimoniului Viu” (« Entreprise du Patrimoine Vivant »).
În cei 200 de ani de existență a mărcii, au fost produse și vândute peste 250.000 de piane Pleyel. Dacă în 1913 Pleyel producea 3.600 de piane, pe care le distribuia în Londra, New Orleans și Sydney, la începutul anilor 2000 firma Pleyel producea piane pentru o piață din ce în ce mai mică.
Pentru a stopa pierderile cauzate, în special, de importul pianelor ieftine din China, care se vând la prețul de 1.500 Euro, ultimul producător de piane din Franța a redus producția anuală a celor mai scumpe instrumente muzicale de la 600 de unități la doar 30, eliminând din producție pianele verticale.
Pentru menținerea pe piață, Pleyel se bazează pe noul său model de pian, P280 de 2,8 metri lungime. Pentru început, două din pianele P280, cu un preț de vânzare de peste 100.000 de euro (141.000 de dolari), au fost vândute în Japonia și, respectiv, în China.
În ciuda tuturor acestor măsuri, din cauza crizei economice, firma nu a mai reușit să facă profit și, la sfârșitul anului 2013 a anunțat că își încetează activitatea.